# Akorhexoza cactivora
Akorhexoza cactivora är en tvåvingeart som beskrevs av Cook 1978. Akorhexoza cactivora ingår i släktet Akorhexoza och familjen dyngmyggor. Inga underarter finns listade i Catalogue of Life.